# Ibn Ezra
Pour les articles homonymes, voir Ezra.
Ibn Ezra (hébreu : אִבְּן עֶזְרָא) est un nom porté par plusieurs Juifs andalous, dont les plus notables sont Moshe ibn Ezra et Abraham ibn Ezra. On considère généralement qu'il s'agit d'une seule famille, bien que leur lien de parenté ne soit pas connu.

## Membres éminents de la famille Ibn Ezra
- Moshe ben Jacob ibn Ezra (v. 1058 - v. 1138), natif de Grenade, est un rabbin, poète, philosophe et linguiste, auteur du premier système de poésie hébraïque
- Isaac ben Jacob ibn Ezra, frère du précédent, est un érudit et notable distingué
- Zerahia ben Jacob ibn Ezra, frère des précédents, est lui aussi un érudit et notable
- Joseph ben Jacob ibn Ezra, frère des précédents, est également un érudit et notable
- Juda ben Joseph ibn Ezra, fils du précédent, est un notable espagnol du XIIe siècle. Il est élevé par Alphonse VII de Castille à la dignité de commandant du poste-frontière fortifié de Calatrava, de Nassi (prince), et, quelques années plus tard, de majordome de la maison royale. Juda utilise sa position et sa richesse au bénéfice de ses coreligionnaires, alors persécutés par les Almohades. Avec la permission d'Alphonse, Juda combat vigoureusement le karaïsme, un mouvement juif basé sur la seule Bible hébraïque, adversaire du judaïsme rabbinique traditionnel, qui s'implantait en Castille, et écrit des réfutations de ses arguments[1].
- Abraham ben Meïr ibn Ezra (v. 1092 - v. 1165), est un rabbin, grammairien, traducteur, poète, exégète, philosophe, mathématicien et astronome. Il est considéré comme l’une des plus éminentes autorités rabbiniques médiévales.
- Isaac ben Abraham ibn Ezra, fils du précédent, est un poète. Disciple d'Abu al-Barakat Hibat Allah, il le suit dans la conversion à l'islam vers 1143, au grand chagrin de son père.
- Joseph ben Isaac ibn Ezra (XVIe et XVIIe siècles), est un rabbin établi dans l'empire ottoman